# Maguse River
Maguse River är ett vattendrag i Kanada.   Det ligger i territoriet Nunavut, i den östra delen av landet, 2 100 km nordväst om huvudstaden Ottawa.
Trakten runt Maguse River består i huvudsak av gräsmarker. Trakten runt Maguse River är nära nog obefolkad, med mindre än två invånare per kvadratkilometer.